# Roeselia venosalis
Roeselia venosalis är en fjärilsart som beskrevs av De Toulgoët 1953. Roeselia venosalis ingår i släktet Roeselia och familjen trågspinnare. Inga underarter finns listade.